# Gerald Fleming (hockey sur glace)
Pour les articles homonymes, voir Gerald Fleming et Fleming.
Gerald Alexander Fleming (né le 16 octobre 1966 à Montréal, dans la province de Québec, au Canada) est un joueur professionnel canadien de hockey sur glace devenu entraîneur. Il évoluait au poste d'ailier gauche.

## Biographie
Gerry Fleming n'est jamais repêché dans la Ligue nationale de hockey mais signe un contrat comme joueur autonome le 17 février 1992 avec les Canadiens de Montréal. Il ne joue qu'un total de 10 matchs avec les Canadiens, passant l'essentiel du temps dans la Ligue américaine de hockey avec leur club-école, les Canadiens de Fredericton dont il devient entraîneur-adjoint à la fin des années 1990.
Le 27 juillet 2021, Fleming est nommé premier entraîneur-chef de l'histoire des Heartlanders de l'Iowa.

## Statistiques

### Joueur
| Saison    | Équipe                                | Ligue |    | Saison régulière | Saison régulière | Saison régulière | Saison régulière | Saison régulière |   | Séries éliminatoires | Séries éliminatoires | Séries éliminatoires | Séries éliminatoires | Séries éliminatoires |
| Saison    | Équipe                                | Ligue | PJ | B                | A                | Pts              | Pun              | PJ               | B | A                    | Pts                  | Pun                  |                      |                      |
| 1983-1984 | Juniors de Verdun                     | LHJMQ | 52 | 4                | 11               | 15               | 265              | 3                | 0 | 4                    | 4                    | 2                    |                      |                      |
| 1984-1985 | Canadiens junior de Verdun            | LHJMQ | 44 | 15               | 23               | 38               | 160              | 14               | 5 | 6                    | 11                   | 96                   |                      |                      |
| 1985-1986 | Canadiens junior de Verdun            | LHJMQ | 47 | 15               | 21               | 36               | 324              | 4                | 0 | 1                    | 1                    | 18                   |                      |                      |
| 1986-1987 | Université de l'Île-du-Prince-Édouard | SUA   | 20 | 19               | 11               | 30               | 73               | -                | - | -                    | -                    | -                    |                      |                      |
| 1987-1988 | Université de l'Île-du-Prince-Édouard | SUA   | 23 | 11               | 15               | 26               | 61               | -                | - | -                    | -                    | -                    |                      |                      |
| 1988-1989 | Université de l'Île-du-Prince-Édouard | SUA   | 17 | 11               | 23               | 34               | 61               | -                | - | -                    | -                    | -                    |                      |                      |
| 1989-1990 | Alpines de Moncton                    | NBSHL | 24 | 12               | 18               | 30               | 83               | 5                | 3 | 6                    | 9                    |                      |                      |                      |
| 1990-1991 | Université de l'Île-du-Prince-Édouard | SUA   | 9  | 2                | 6                | 8                | 41               | -                | - | -                    | -                    | -                    |                      |                      |
| 1991-1992 | Islanders de Charlottetown            | NBSHL |    |                  |                  |                  |                  |                  |   |                      |                      |                      |                      |                      |
| 1991-1992 | Canadiens de Fredericton              | LAH   | 37 | 4                | 6                | 10               | 133              | 1                | 0 | 0                    | 0                    | 7                    |                      |                      |
| 1992-1993 | Canadiens de Fredericton              | LAH   | 64 | 9                | 17               | 26               | 262              | 5                | 1 | 2                    | 3                    | 14                   |                      |                      |
| 1993-1994 | Canadiens de Montréal                 | LNH   | 5  | 0                | 0                | 0                | 25               | -                | - | -                    | -                    | -                    |                      |                      |
| 1993-1994 | Canadiens de Fredericton              | LAH   | 46 | 6                | 16               | 22               | 188              | -                | - | -                    | -                    | -                    |                      |                      |
| 1994-1995 | Canadiens de Montréal                 | LNH   | 6  | 0                | 0                | 0                | 17               | -                | - | -                    | -                    | -                    |                      |                      |
| 1994-1995 | Canadiens de Fredericton              | LAH   | 16 | 3                | 3                | 6                | 60               | 10               | 2 | 0                    | 2                    | 67                   |                      |                      |
| 1995-1996 | Canadiens de Fredericton              | LAH   | 40 | 8                | 9                | 17               | 127              | 10               | 3 | 1                    | 4                    | 19                   |                      |                      |
| 1996-1997 | Canadiens de Fredericton              | LAH   | 40 | 5                | 11               | 16               | 164              | -                | - | -                    | -                    | -                    |                      |                      |
| 1997-1998 | Canadiens de Fredericton              | LAH   | 28 | 3                | 3                | 6                | 101              | 1                | 0 | 0                    | 0                    | 0                    |                      |                      |

### Entraîneur
| Saison    | Équipe                      | Ligue |    | PJ | V  | D  | Pr                                |  | Séries éliminatoires |
| 2000-2001 | Tiger Sharks de Tallahassee | ECHL  | 72 | 38 | 27 | 7  | Non qualifiés                     |  |                      |
| 2001-2002 | Everblades de la Floride    | ECHL  | 72 | 37 | 27 | 8  | Défaite au 2e tour                |  |                      |
| 2002-2003 | Everblades de la Floride    | ECHL  | 72 | 35 | 23 | 14 | Éliminés en tour de qualification |  |                      |
| 2003-2004 | Everblades de la Floride    | ECHL  | 72 | 37 | 25 | 10 | Finalistes                        |  |                      |
| 2004-2005 | Everblades de la Floride    | ECHL  | 72 | 42 | 20 | 10 | Finalistes                        |  |                      |
| 2005-2006 | Everblades de la Floride    | ECHL  | 72 | 48 | 20 | 4  | Défaite au 3e tour                |  |                      |
| 2006-2007 | Everblades de la Floride    | ECHL  | 72 | 44 | 22 | 6  | Défaite au 4e tour                |  |                      |
| 2007-2008 | Everblades de la Floride    | ECHL  | 72 | 39 | 25 | 8  | Défaite au 1er tour               |  |                      |
| 2014-2015 | Barons d'Oklahoma City      | LAH   |    |    |    |    | Défaite au 2e tour                |  |                      |
| 2015-2016 | Condors de Bakersfield      | LAH   | 68 | 31 | 28 | 9  | Non qualifiés                     |  |                      |
| 2016-2017 | Condors de Bakersfield      | LAH   | 68 | 33 | 29 | 6  | Non qualifiés                     |  |                      |
| 2017-2018 | Condors de Bakersfield      | LAH   | 68 | 31 | 27 | 10 | Non qualifiés                     |  |                      |
| 2021-2022 | Heartlanders de l'Iowa      | ECHL  | 72 | 29 | 33 | 10 | Non qualifiés                     |  |                      |